# Relaciones Argentina-Reino Unido
Las relaciones Argentina-Reino Unido son las relaciones bilaterales entre la República Argentina y el Reino Unido de Gran Bretaña e Irlanda del Norte, formalmente establecidas el 15 de diciembre de 1823. Las relaciones diplomáticas entre ambos países se suspendieron en vísperas de la guerra de las Malvinas (1982) y fueron restablecidas en 1990 tras el fin del período de Margaret Thatcher como primera ministra del Reino Unido. Ambos países mantienen embajadas en sus respectivas capitales, Londres y Buenos Aires. Hay una gran comunidad de argentinos radicados en el Reino Unido y a su vez, Argentina es el país de mayor inmigración británica fuera de los países anglófonos.

## Historia

### Época colonial
El territorio de la Argentina moderna fue inicialmente parte del Imperio Español. España se alió con Francia contra Gran Bretaña durante las guerras napoleónicas, por lo que Gran Bretaña lanzó las invasiones inglesas del Río de la Plata. El primer ataque británico invadió Buenos Aires, la ciudad fue liberada por Santiago de Liniers con las fuerzas de Montevideo. Un segundo ataque invadió Montevideo, pero no logró invadir Buenos Aires por segunda vez, y Montevideo fue devuelto a España. Francia atacó a España (a partir de la Guerra de la Independencia en Europa) y España se alió con Gran Bretaña.
Los cambios sociales provocados por la enorme militarización de la gente de Buenos Aires y otras influencias locales e internacionales condujo a la Revolución de Mayo, que comenzó la Guerra de Independencia de Argentina. Gran Bretaña se mantuvo neutral durante el conflicto, y aceptó la Declaración de independencia de la Argentina el 15 de diciembre de 1823. Las relaciones formales se establecieron con el Tratado de Amistad, Comercio y Navegación entre Argentina y el Reino Unido de 1825.
El bloqueo anglo-francés al Río de la Plata tuvo lugar entre el 2 de agosto de 1845 y el 31 de agosto de 1850. Durante el mismo, las escuadras británica y francesa cerraron al comercio todos los puertos de la Confederación Argentina y los de la República Oriental del Uruguay, con excepción del de Montevideo. La Confederación Argentina y el Reino Unido firmaron el Tratado Arana-Southern para finalizar el bloqueo.

### Organización Nacional (1853-1879)
Durante este período, la Argentina comenzó a esbozar una política exterior liberal, expandiendo las relaciones con Gran Bretaña, que se convirtió en la principal compradora de materias primas argentinas y la principal fuente de inversiones en el país. En 1865, durante el gobierno liberal de Mitre, y con probada participación británica, se llevó a cabo la Guerra de la Triple Alianza de Argentina, Uruguay y Brasil contra la República del Paraguay. Durante el gobierno de Nicolás Avellaneda, la Conquista del Desierto de 1879 favoreció la radicación, en las nuevas tierras conquistadas, de colonos inmigrantes, y la difusión de los ferrocarriles de capital británico, y de la ganadería bovina y ovina.

### La república conservadora (1880-1916)

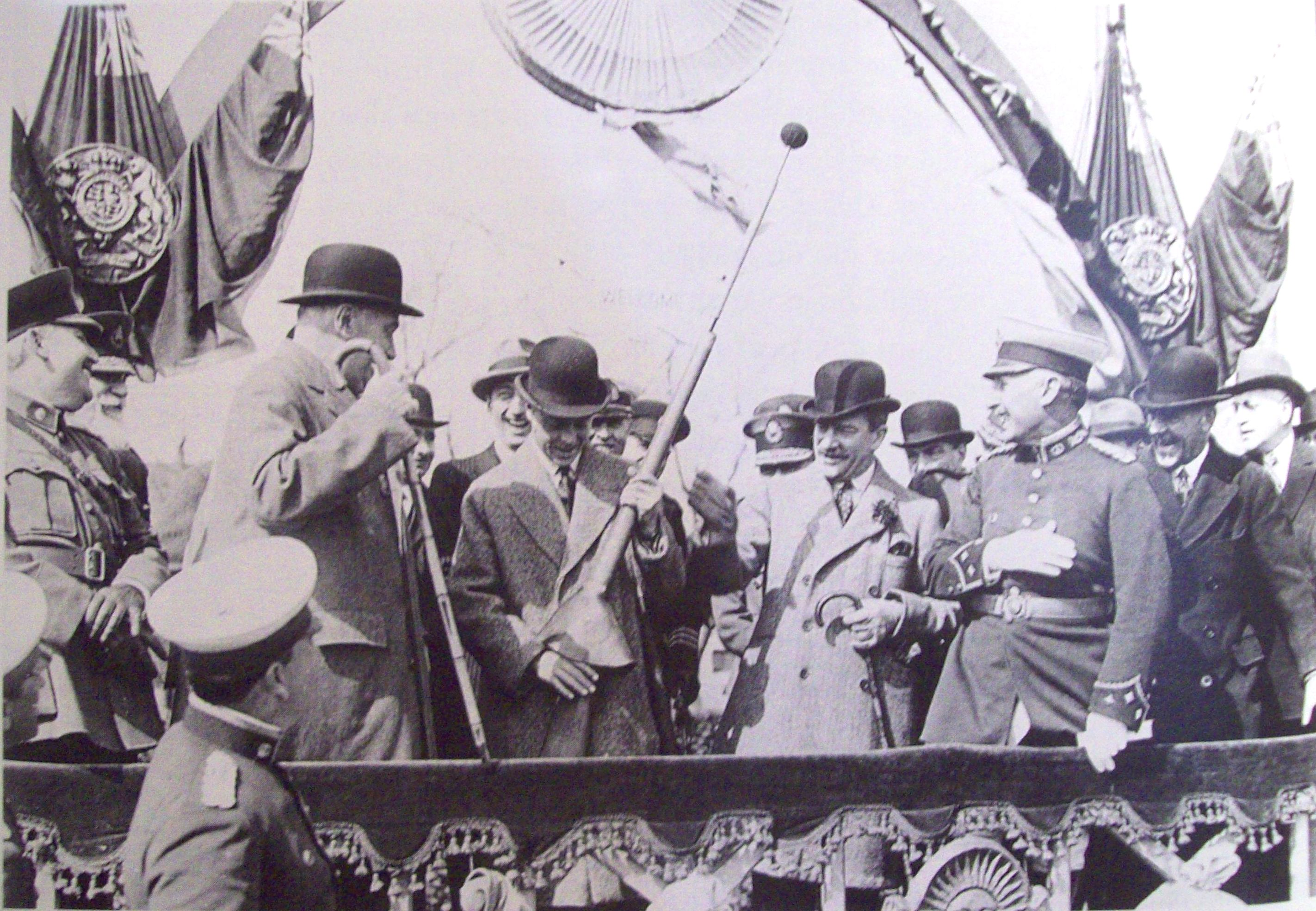
Marcelo Torcuato de Alvear, junto al príncipe de Gales (Eduardo VIII), en 1925.

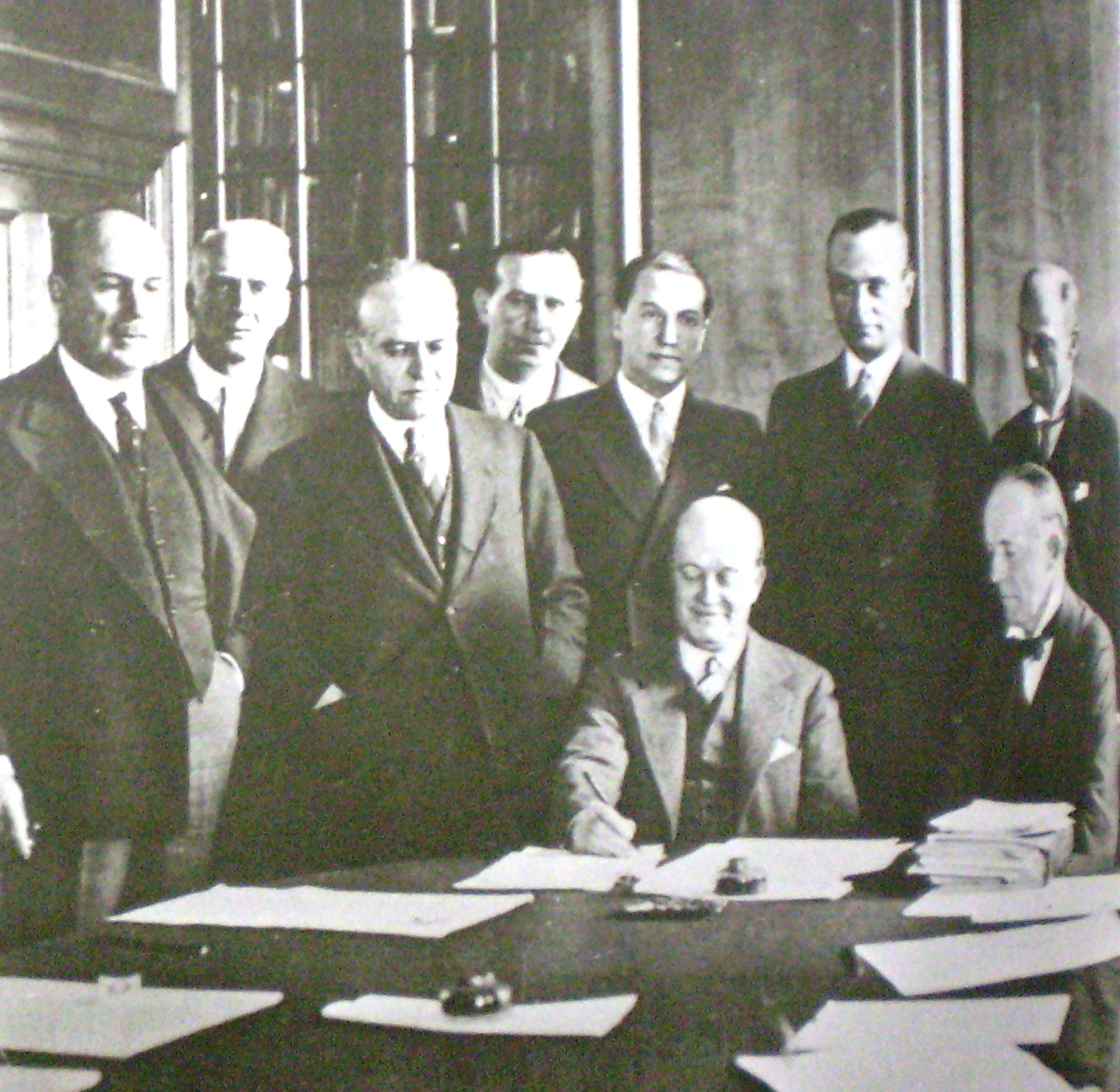
Pacto Roca-Runciman.

Producto de una serie de expediciones geográficas a la Patagonia, el Estrecho de Magallanes y Tierra del Fuego realizadas por el explorador argentino Francisco Pascasio Moreno y el perito chileno Diego Barros Arana entre 1873 y 1879, la Argentina firma en 1881 el Tratado de límites con Chile. En 1896, por problemas con la demarcación, debió someterse la decisión a un laudo arbitral de Gran Bretaña. En esa ocasión, Moreno fue designado perito en representación del gobierno argentino. En un gesto de fraternidad, el 15 de febrero de 1899 se encontraron en el Estrecho de Magallanes, el presidente argentino Julio Argentino Roca y el presidente chileno Federico Errázuriz Echaurren, en lo que se conoció como el “Abrazo del Estrecho”. Finalmente, el laudo arbitral británico fue ratificado por el Tratado general de arbitraje de 1902 firmado en Santiago de Chile por el canciller interino José A. Terry, que fue criticado en el frente interno debido a las concesiones que el país le hacía a Chile y debido a que sometía a perpetuidad la resolución de conflictos entre los dos países a la Corona británica.
En 1902, el canciller del segundo gobierno de Julio Argentino Roca, el Dr. Luis María Drago, tuvo una destacada actuación defendiendo la soberanía latinoamericana frente al bloqueo marítimo contra Venezuela ejercido por Gran Bretaña, Alemania e Italia como castigo por las deudas que Venezuela tenía con esos países, y que el presidente Cipriano Castro se negaba a pagar.
El 1 de mayo de 1933 fue firmado el Pacto Roca-Runciman. Se trató de un acuerdo comercial tendiente a incluir a la Argentina en la política comercial británica, que por motivos de la gran depresión había acordado una política de prioridad comercial con los países de la Commonwealth, a cambio de la disminución de impuestos para productos importados desde el Reino Unido. Fue firmado por el vicepresidente de la Argentina, Julio Pascual Roca —a instancias del presidente Agustín Pedro Justo— y el encargado de negocios británico Walter Runciman.

## Cuestión de las Malvinas

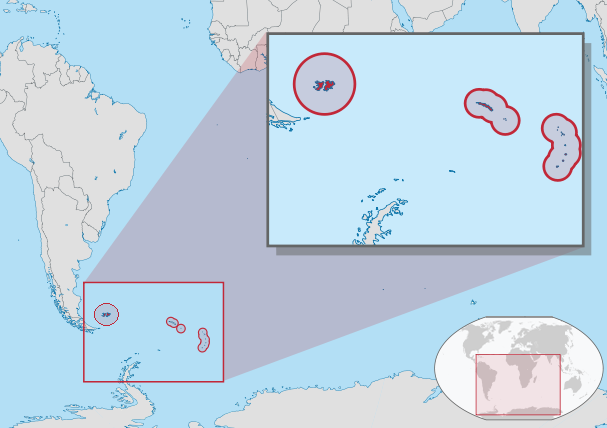
Ubicación de los tres archipiélagos en disputa.

La Cuestión de las islas Malvinas es la disputa que el Reino Unido y la Argentina sostienen por la soberanía de las islas Malvinas y su mar adyacente. Excepto por la breve guerra de las Malvinas en 1982, el archipiélago se encuentra desde 1833 bajo control del Reino Unido, que lo administra como un territorio británico de ultramar. Argentina reivindica sus derechos sobre las islas y exige su devolución, considerándolas parte integral e indivisible de su territorio. A criterio de las Naciones Unidas se trata de un territorio en litigio que incluye en la lista de territorios no autónomos bajo supervisión del Comité de Descolonización.
El conflicto por la soberanía de las Malvinas también abarca a las Islas Georgias del Sur y Sandwich del Sur (otro territorio británico de ultramar) y el espacio marítimo adyacente.
La soberanía de las Islas Malvinas fue inicialmente una disputa de España y Gran Bretaña, con eventos como la crisis de 1770.

### Ocupación británica de 1833
El 20 de diciembre de 1832, el Reino Unido tomó el control de las islas luego de que la corbeta estadounidense USS Lexington destruyera las defensas militares del asentamiento argentino de Puerto Soledad, en la isla homónima de ese archipiélago. A pesar de estar en relaciones de paz con la Confederación Argentina, el 3 de enero del año siguiente los británicos desalojaron a la guarnición argentina de 26 soldados.

### Negociaciones para la transferencia de soberanía
El 11 de junio de 1974, se desarrollaron, bajo el más estricto secreto, negociaciones entre el Reino Unido y la República Argentina para traspasar paulatinamente a la Argentina la soberanía sobre las Islas Malvinas. El embajador británico, Sir Donald Hopson, siguiendo instrucciones del Foreign Office, le hizo llegar al canciller Vignes un papel secreto en donde proponía establecer un sistema de condominio, en el que ambos países ejercieran soberanía al mismo tiempo. Los condóminos serían su Majestad la Reina y su Excelencia el Presidente de la República Argentina, las banderas británica y argentina serían enarboladas juntas, los idiomas oficiales serían inglés y español, los naturales de las Islas poseerían doble nacionalidad, y el Gobernador sería designado alternativamente por la Reina y el presidente de Argentina. Esta propuesta fue contestada el 19 de junio con una contrapropuesta de la Cancillería argentina, que avanzaba en el sentido de favorecer la posición argentina y una más rápida solución definitiva. Estas negociaciones se frustraron luego de la muerte de Perón el 1 de julio de 1974, y la muerte del embajador Hopson acaecida poco tiempo después, el 26 de agosto de ese mismo año. La asunción de María Estela Martínez de Perón como presidenta planteaba un clima de incertidumbre política, motivo por el cual el secretario de Estado Callaghan aceleró el envío de un telegrama a Hopson, en el que le decía: “aprovechemos esta oportunidad porque podría haber un cambio de gobierno o golpe de Estado en cuestión de semanas”. El departamento preparó, incluso, una fórmula para anunciar conjuntamente “una nueva ronda de conversaciones para explorar las salvaguardas y garantías a ser ofrecida a los habitantes de las Islas Malvinas, en la hipótesis de un eventual condominio anglo-argentino”.

### Guerra de Malvinas
La guerra inició el 2 de abril con el desembarco argentino en la capital isleña y finalizó el 14 de junio de 1982 con la rendición de las fuerzas militares argentinas en las Malvinas. Su saldo final fue la restitución de la posesión británica de las islas (incluyendo a las Georgias del Sur, Sandwich del Sur y Aurora) y la muerte de 649 soldados argentinos, 255 británicos y 3 civiles isleños. En la Argentina, la derrota en el conflicto precipitó la caída de la Junta militar que gobernaba el país y la asunción del general Reynaldo Bignone quien inició un proceso de restauración del sistema democrático.

### Situación reciente (1990-presente)

#### Años 1990

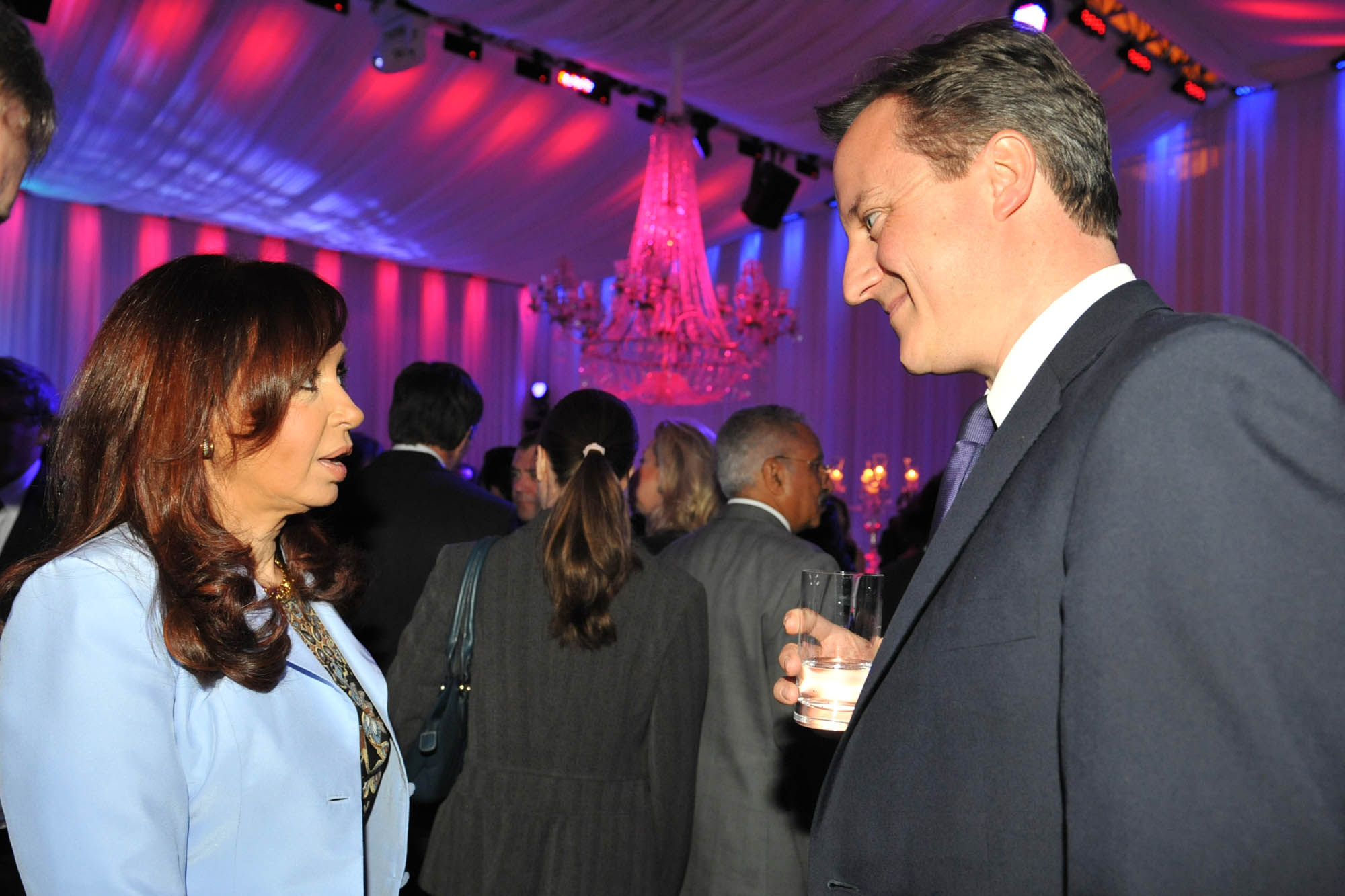
Cristina Fernández de Kirchner con David Cameron en Toronto, Canadá durante una cumbre del G20 en junio de 2010.

A partir de aquel entonces, la soberanía de las Islas Malvinas sigue en disputa, pero las islas se mantienen en posesión del Reino Unido, aunque la Argentina sostiene que son parte integral e indivisible de su territorio y las considera ocupadas ilegalmente por el Reino Unido, la reclama en la ONU y otros foros internacionales. El reclamo argentino es apoyado por la mayor parte de los países iberoamericanos, incluyendo a los europeos España y Portugal; mientras que la postura británica es apoyada por la Mancomunidad Británica de Naciones.
Argentina y el Reino Unido restablecieron sus relaciones bilaterales en 1989 a través de la Declaración Conjunta de Madrid, siete años después de la guerra. Esta declaración se dividió en dos acuerdos denominados: Acuerdo de Madrid l y II. El primero de estos tenía como principal objetivo restaurar y normalizar tanto las relaciones diplomáticas como los vínculos sociales. Mientras que en el segundo acuerdo se pactaron los documentos finales, como por ejemplo el de la confianza mutua entre ambos estados.
Dos años más tarde, en 1991, se produjo una nueva reunión entre estos dos países, que tenía como objetivo discutir acerca del manejo de los recursos naturales en el archipiélago, tales como el petróleo y la pesca. A través de esta discusión, en 1995, pactaron una declaración conjunta que establecía que, para extraer recursos naturales de las islas, antes se debería cooperar entre ambos Estados, con el fin de evitar conflictos.
En 1998, Carlos Menem hizo una visita de Estado al Reino Unido, la primera luego de la guerra. En este viaje, el presidente de la República Argentina se reunió con el primer ministro Británico, Tony Blair, con quien desarrolló temas económicos y culturales, evitando así la cuestión de soberanía sobre las islas.
Un año más tarde, los dos países aceptaron normalizar los vuelos directos a las Islas Malvinas, que estaban bloqueados desde el año 1982. Estos vuelos fueron llevados a cabo por la empresa chilena LAN Airlines, partiendo desde Punta Arenas con escala mensual en Río Gallegos.

#### Aumento de escaladas y crisis diplomática
El gobierno de Cristina Fernández de Kirchner mantiene el reclamo por la soberanía de las islas ante los organismos internacionales.
A partir de 2010, el gobierno de las islas Malvinas comenzó con las exploraciones y perforaciones de gas y petróleo en aguas reclamadas por Argentina. Ello desembocó en una lucha diplomática por parte del Reino Unido y Argentina, pero por iniciativa del gobierno argentino que retomó las protestas para obtener la devolución de dichas islas británicas a manos de las jurisdicciones argentinas, el país llevó a cabo así un bloqueo comercial (a nivel latinoamericano y caribeño) que afectó al archipiélago austral. Debido a los reclamos y protestas que mantiene Buenos Aires, el gobierno de Londres ordenó el rearme sobre el Atlántico Sur y las islas Malvinas y con ello la ejecución de ejercicios militares, aunque a pesar de que el gobierno argentino acusó a Gran Bretaña de militarizar la región en disputa, el gobierno británico negó las acusaciones de que Londres militariza el océano Atlántico Sur y las Islas Malvinas, afirmando que lo que se llevó a cabo fueron ejercicios rutinarios.

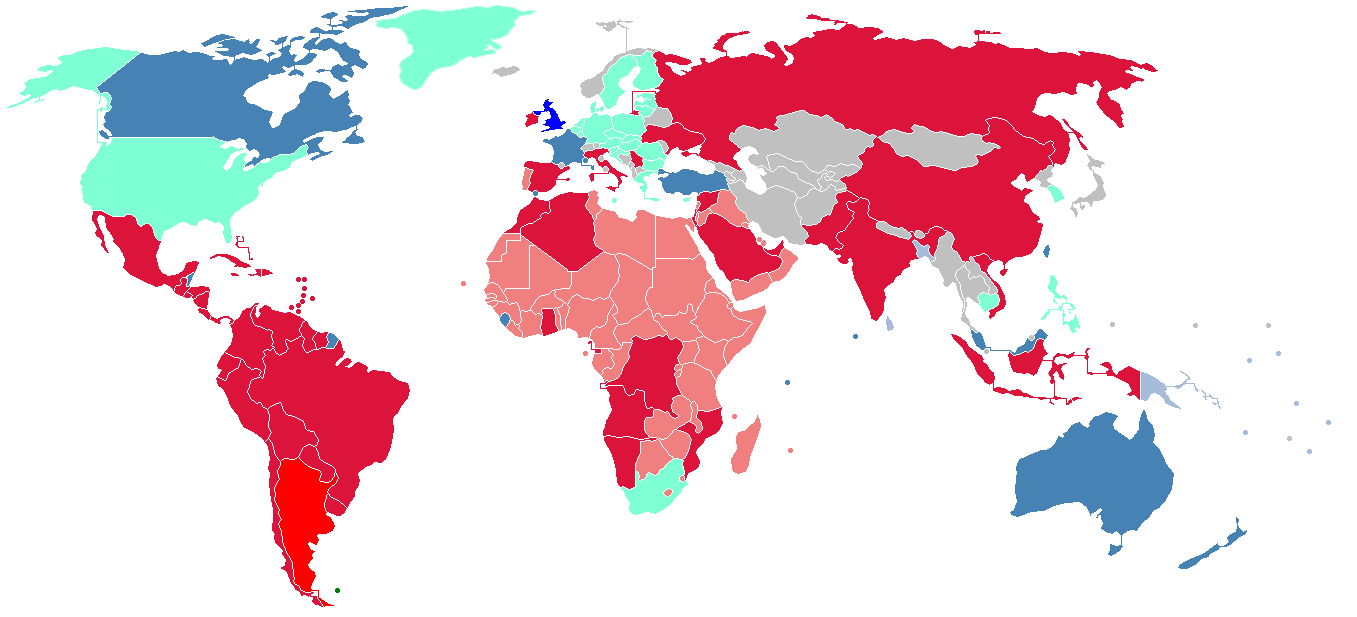
Argentina
Reino Unido
Islas Malvinas
Los países que apoyan la afirmación del Reino Unido (incluyendo la Comunidad del Caribe).
Otros miembros de la Mancomunidad de Naciones (que apoya la afirmación del Reino Unido).
Los países que apoyan el reclamo de Argentina.
Otros miembros de la Unión Africana y la Liga Árabe (que apoyan el reclamo de Argentina).
Países neutrales (incluyendo al resto de los miembros de la Unión Europea).

El grupo de naciones Unasur ha pedido al Reino Unido a proseguir las negociaciones sobre la soberanía de las islas. El 19 de marzo de 2012, Perú anunció que iba a cancelar la visita de la fragata de la Royal Navy HMS "Montrose" en apoyo del derecho legítimo de Argentina a las islas.
El 12 de junio de 2012 el gobierno isleño anunció la realización de un referéndum en los primeros meses de 2013 buscando reflejar el «estatus político» que desean tener los casi 3.000 habitantes del archipiélago. Por su parte el premier británico, David Cameron, afirmó que su país «respetará y defenderá» el resultado de la consulta. Finalmente el resultado de la elección de los días 10 y 11 de marzo de 2013 culminó con que el 98,8% de los kelpers votó por seguir siendo territorio británico de ultramar. Hubo 3 votos en contra. La participación fue del 92% del padrón.
Dichos comicios fueron descalificados por Argentina, que los consideró un «intento de manipulación» y que advirtió que «no pondrá término al diferendo por la soberanía». En tanto la embajadora argentina en el Reino Unido expresó (ante el triunfo de la unión soberana de las Malvinas del Reino Unido, que decidieron sus habitantes) que los kelpers, son británicos, pero el territorio en el que habitan no lo es, añadió.
En la Cumbre del G20 en México en junio de 2012, el primer ministro británico, David Cameron, y el presidente de Argentina, Cristina Fernández de Kirchner se reunieron de forma inesperada en un pasillo al margen de la Cumbre del G-20 y cambiaron, al menos en términos diplomáticos, algunas palabras «bien calientes». El primer ministro Cameron dijo a la presidenta Kirchner que debería «respetar los puntos de vista» de los residentes de Malvinas, que habían anunciado un referéndum, sobre el tema de la futura soberanía de la isla. Kirchner luego intentó entregar un sobre al primer ministro, pero él se negó a aceptarlo.
Héctor Timerman, el canciller argentino dijo que «los Estados nacionales tienen la obligación de hablar. Preparamos un sobre que contiene varios documentos, pero el primer ministro británico se negó a recibirlo. Gran Bretaña sigue negándose a hablar. Y lo que más me sorprendió fue que David Cameron no fue a la reunión de la descolonización de la ONU». Cameron ya había que no iba a discutir la soberanía. El canciller Timerman confirmó que el sobre contenía diversas resoluciones de la ONU que llaman a Gran Bretaña y Argentina para discutir el futuro de las islas, y también dijo que los dos jefes de gobierno habían abierto su encuentro con un breve intercambio de palabras sobre temas económicos, antes de pasar a las Malvinas.
Kirchner había encabezado una delegación argentina en una reunión del Comité de Descolonización de las Naciones Unidas, Allí los miembros de la asamblea legislativa de las islas se les impidió la entrega de una carta en donde pedían a la Argentina que deje de «acosarlos». Timerman dijo que los isleños estaban simplemente buscando una «oportunidad para tomar fotos». Cameron dijo que Argentina «debe escuchar lo que los isleños quieren», durante una conferencia de prensa. Criticó a Argentina por su política económica proteccionista y su reciente expropiación de la petrolera YPF a Repsol. El intercambio terminó cuando Kirchner insistió Bretaña respetar la ONU, y Cameron se alejó.
En abril de 2014, Colin Roberts asumió como nuevo gobernador de las islas. Tras esto, Roberts acusó a Argentina de hacer «bullying» contra los isleños y sugirió que «Buenos Aires debería portarse bien para evitar nuevas tensiones con Londres». La embajadora argentina en Londres, Alicia Castro, criticó las declaraciones afirmando que tratan a la Argentina como si fuera «súbdita» del Imperio Británico, «faltándole el respeto».
En el 33 aniversario de la guerra de las Malvinas, tres petroleras británicas anunciaron que habían encontrado petróleo y gas en alta mar en un área al norte de las islas, en aguas en disputa. El 3 de abril de 2015, el Gobierno argentino anunció que se disponía a emprender acciones legales contra el Reino Unido y las empresas involucradas en la exploración de petróleo en torno a las islas sin el permiso de Argentina. El 8 de abril de 2015 Argentina condenó oficialmente los planes británicos de aumentar la presencia militar británica en las Malvinas y anunció que compañías que realizan exploración de petróleo y gas en las islas serán penadas.

#### Relanzamiento de las relaciones

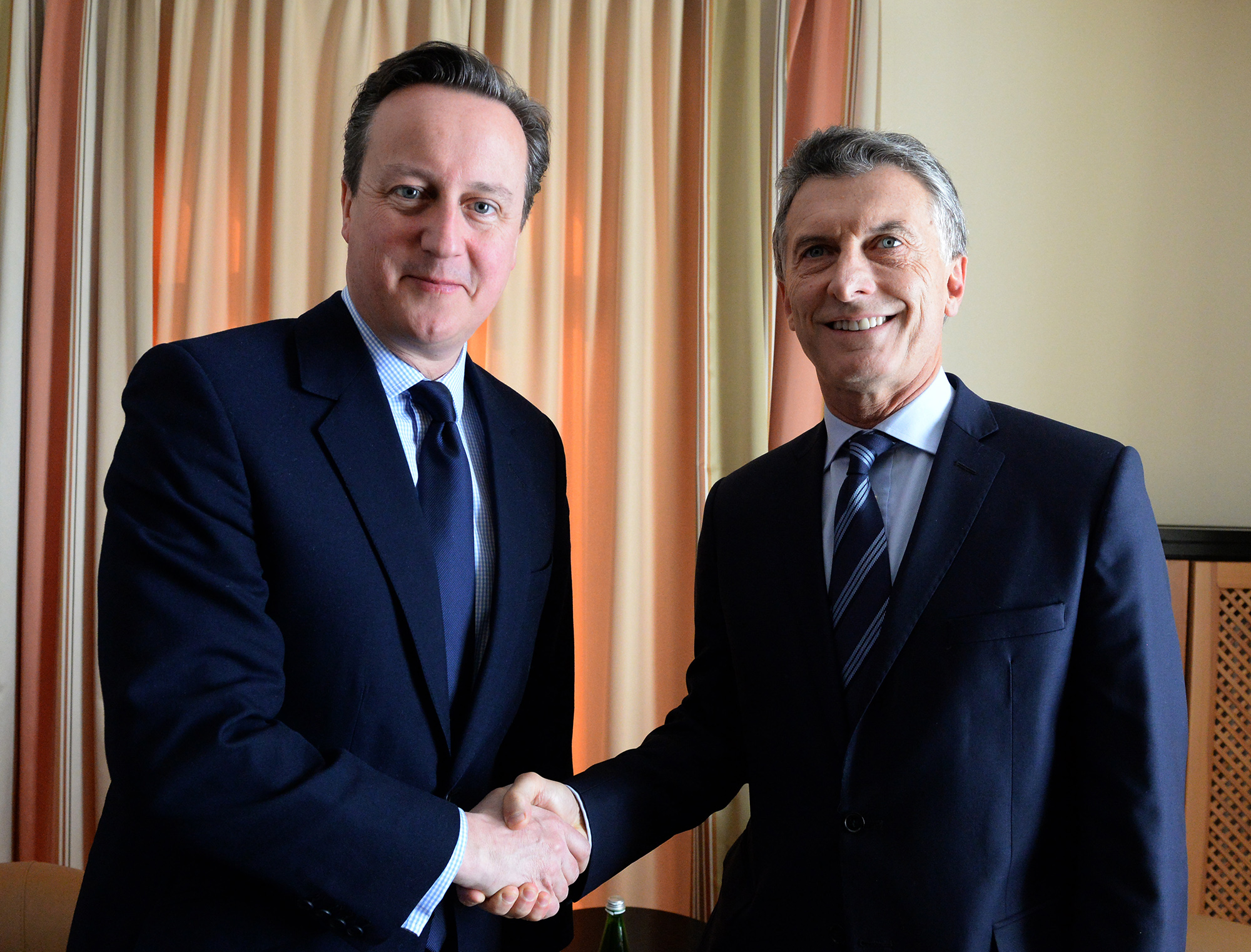
David Cameron junto a Mauricio Macri en 2016.

En 2016, en el Foro Económico de Davos, Mauricio Macri (presidente argentino desde diciembre de 2015) se reunió con David Cameron, reafirmando y abriendo una nueva etapa de buenas relaciones bilaterales.
La Canciller de Macri, Susana Malcorra, en una entrevista del diario La Nación, habló de la mejora de la relación con Estados Unidos, generar vinculaciones económicas con Irán, acercamiento con China y declaró que la cuestión de las islas Malvinas «no lo es todo» en las relaciones con el Reino Unido. Tiempo después se reunió con el canciller británico donde acordó realizar una agenda al margen de la cuestión de la soberanía de Malvinas. En una entrevista publicada en mayo de 2016 en el periódico británico The Financial Times Malcorra admitió que las Malvinas ya no son prioridad para el gobierno de Macri y el tema dominante en la relación entre Buenos Aires y Londres, buscando acuerdos en temas económicos.

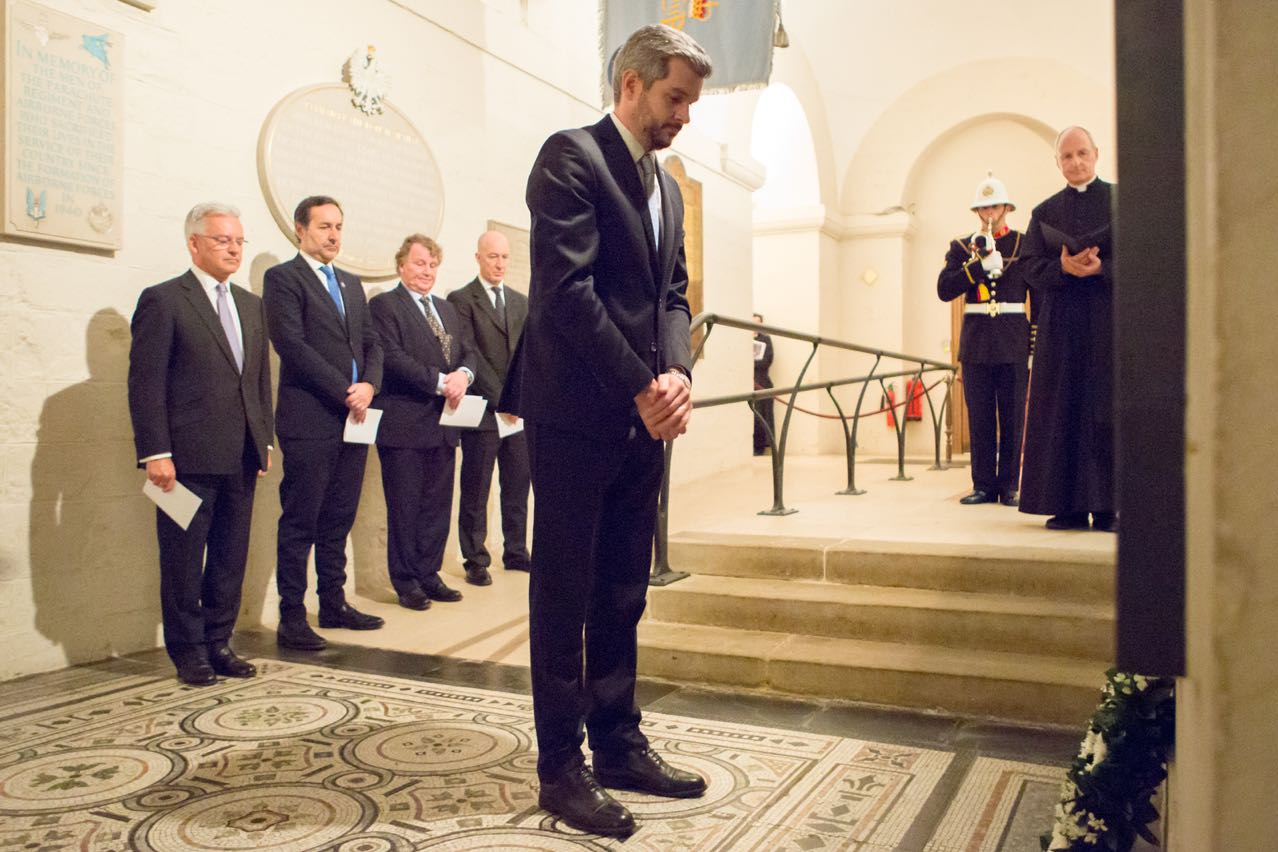
Marcos Peña homenajea a soldados británicos caídos en la guerra de las Malvinas.

En el 2018 el Jefe de Gabinete Marcos Peña homenajeó a los soldados británicos caídos en la guerra, como un gesto de reciprocidad al realizado por el canciller británico Boris Johnson en Buenos Aires.